# Stone washing

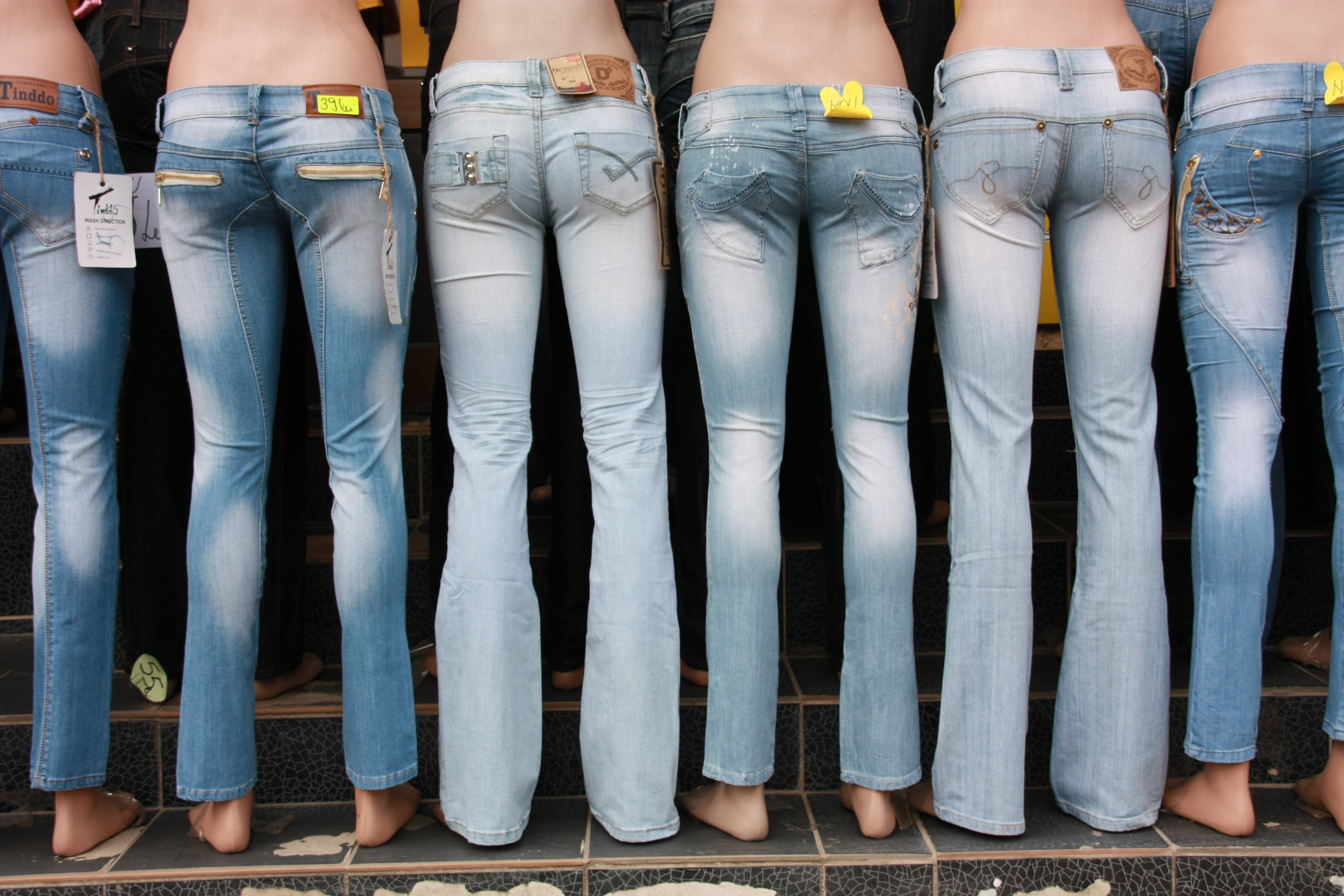

Stone washing (steenwassing) is een textielproductieproces dat wordt gebruikt om een nieuw vervaardigd kledingstuk een versleten uitstraling te geven. Stone washing helpt ook om de zachtheid en flexibiliteit van anders stijve stoffen zoals canvas en spijkerstof te verhogen. 
Het proces maakt gebruik van puimsteen om de te verwerken stof ruw te maken. De kledingstukken worden geplaatst in een industriële wasmachine die gevuld is met grote stenen. Wanneer deze behandeling voor textiel voor het eerst werd toegepast is niet bekend. Het bedrijf Levi Strauss & Co. beweert, dat de techniek in de jaren '50 van de twintigste eeuw werd uitgevonden door een werknemer van dat bedrijf. Het bedrijf dat voor het eerst stone washed spijkerstof produceerde op industriële schaal was echter afkomstig van de Franse stylisten Marithé + François Girbaud.